# 漢考克 (紐約州村)
漢考克（英語：Hancock）是位於美國紐約州特拉華縣的村。

## 人口
根據2020年美國人口普查的數據，漢考克的面積為4.39平方千米，當中陸地面積為4.06平方千米，而水域面積為0.33平方千米。當地共有人口908人，而人口密度為每平方千米207人。